# Caffrowithius rusticus
Espèce
Synonymes
- Plesiochernes rusticus Beier, 1955

Caffrowithius rusticus est une espèce de pseudoscorpions de la famille des Chernetidae.

## Distribution
Cette espèce se rencontre au Kenya et au Congo-Kinshasa.

## Publication originale
- Beier, 1955 : Pseudoscorpionidea, gesammelt während der schwedischen Expeditionen nach Ostafrika 1937-38 und 1948. Arkiv för Zoologi, sér. 2, vol. 7, p. 527-558.